# Atelopus muisca
Atelopus muisca — вид отруйних жаб родини Ропухові (Bufonidae).

## Поширення
Вид є ендеміком Колумбії, де зустрічається лише у департаменті Кундинамарка. Мешкає у тропічному гірському дощовому лісі та у річках на висоті 2900-3500 м над рівнем моря.